# Berliner City-Nacht

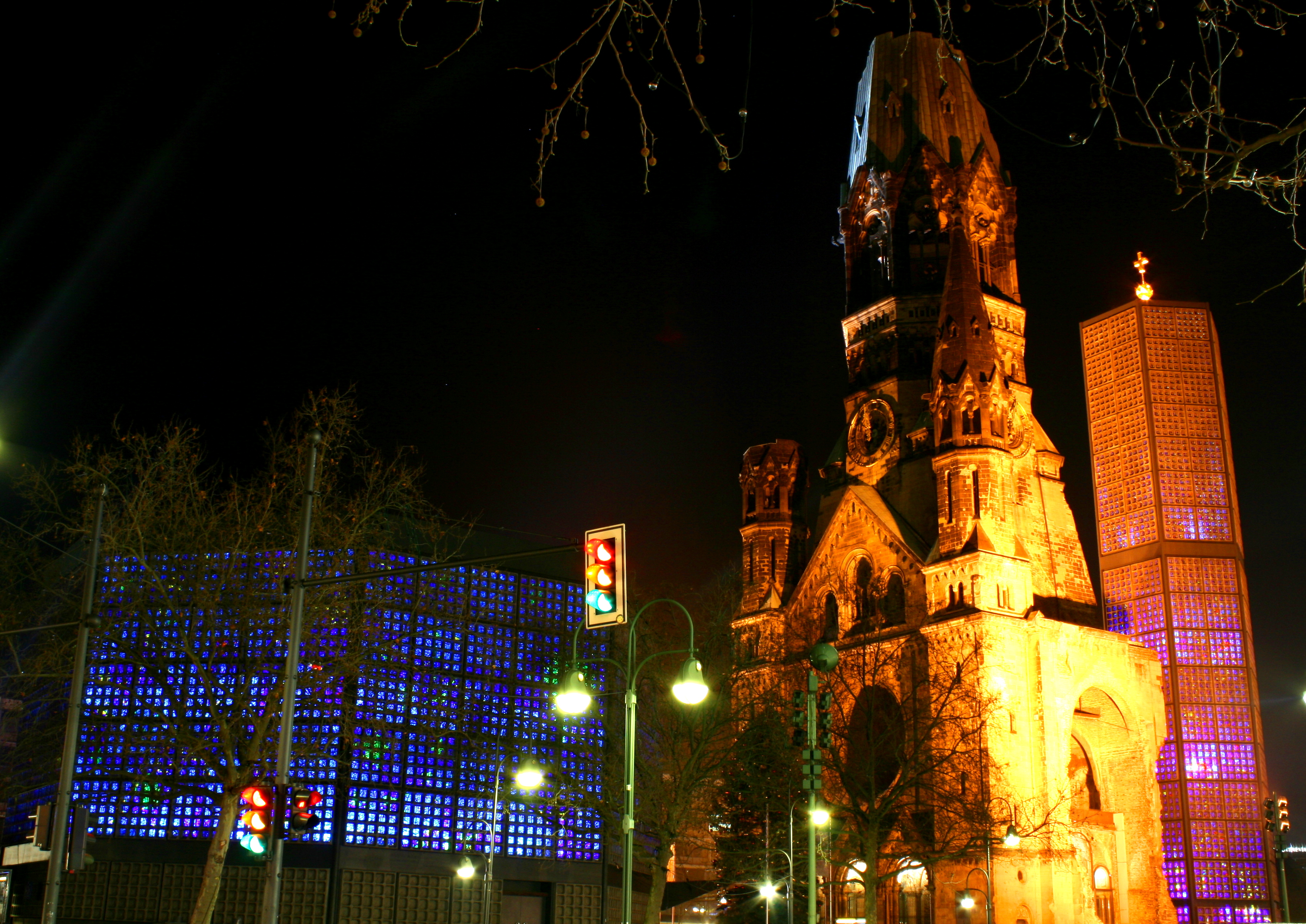
Start- und Zielpunkt des Laufes: Gedächtniskirche Berlin

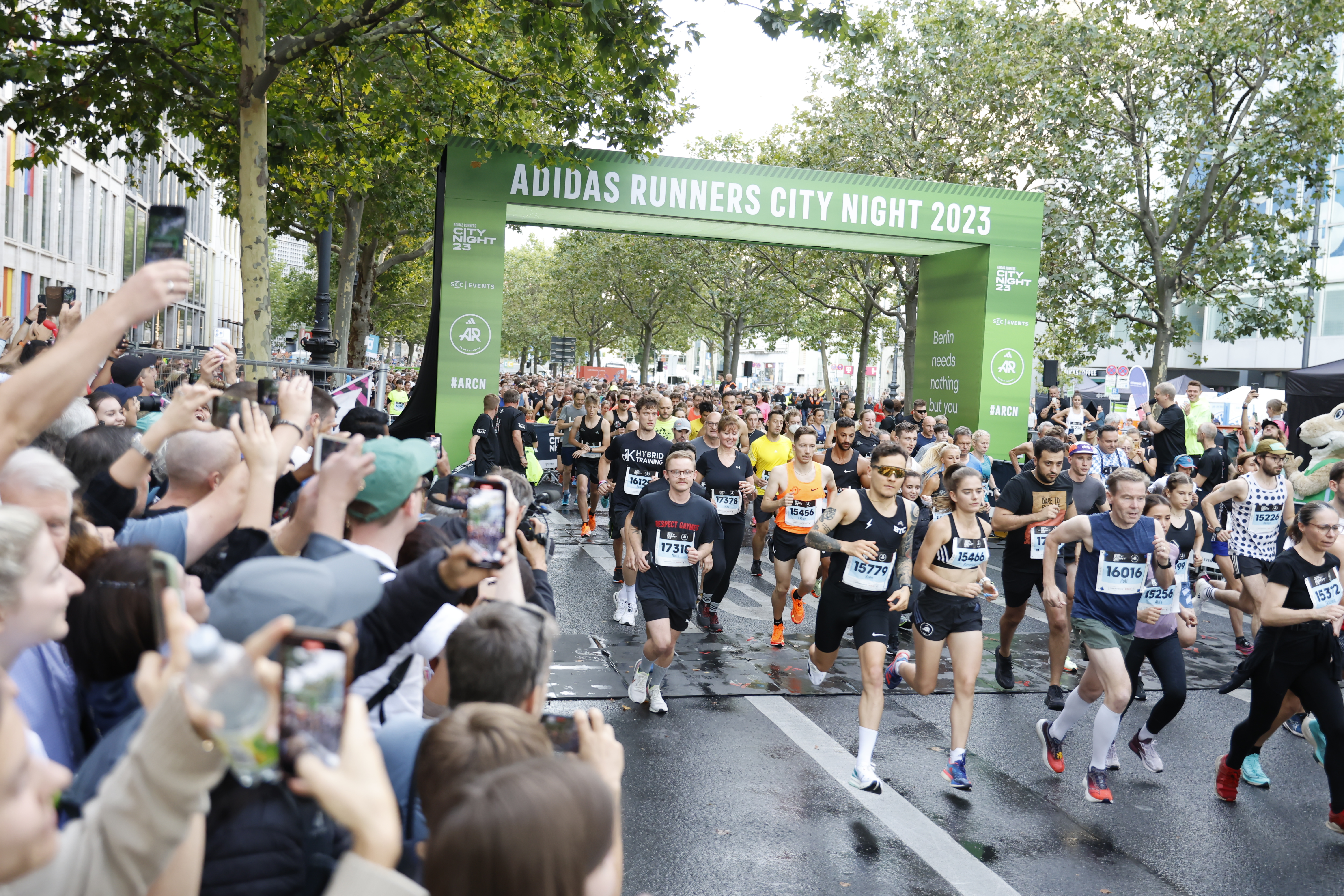
Berliner City-Nacht (2023)

Die Berliner City-Nacht (derzeit offizieller Name adidas Runners City Night) ist ein seit 1992 ausgetragener Volks- und Straßenlauf in Berlin. Die Laufveranstaltung ist eine der bedeutendsten 10-km-Laufwettbewerbe in Deutschland und findet in der Regel Ende Juli statt. Die Veranstaltung ist eine Veranstaltung des SCC Berlin und wird organisiert von der SCC EVENTS GmbH. Bestandteile der Veranstaltung sind das 10-km-Rennen der Inlineskater, das 5-km-Rennen für Läufer sowie das abschließende 10-km-Rennen für Läufer und Rollstuhlfahrer.

## Strecke
Die Strecke führt durch die Berliner Innenstadt entlang am Kurfürstendamm. Der Start- und Zielpunkt liegt traditionell an der Kaiser-Wilhelm-Gedächtniskirche. Die Strecke ist flach und durchgehend asphaltiert.

## Geschichte
Am 15. August 1992 fand die 1. City-Night auf dem Kurfürstendamm mit 645 Läufern statt. Seitdem wurde dieser Lauf jedes Jahr an selber Stelle ausgetragen. 1998 wurde die Strecke kurzfristig verändert und betrug nur 9,478 km. 2013 wurde aufgrund der erwarteten hohen Temperaturen nur ein 5-km-Lauf ohne Zeitmessung durchgeführt. 2018 wurde wegen einer Unwetterwarnung das Rennen der Skater verkürzt und die Läufe komplett abgesagt. Die Teilnehmerzahl liegt seit 2001 zwischen 6000 und 10.000 Läufern. Der Teilnahmerekord mit fast 12.000 Teilnehmenden stammt aus dem Jahr 2024.

## Statistik

### Streckenrekorde
- Männer: 28:24, Hendrik Pfeiffer, 2025
- Frauen: 31:08, Chloé Herbiet, 2025

### Siegerliste
Quellen: Website des Veranstalters, ARRS
| Datum         | Männer               | Nation                 | Zeit (min) | Frauen                       | Nation      | Zeit (min) |
| ------------- | -------------------- | ---------------------- | ---------- | ---------------------------- | ----------- | ---------- |
| 27. Juli 2024 | Johannes Motschmann  | Deutschland            | 28:51      | Hanne Verbruggen             | Belgien     | 31:34      |
| 29. Juli 2023 | Simon Boch -2-       | Deutschland            | 28:39      | Miriam Dattke -2-            | Deutschland | 31:53      |
| 30. Juli 2022 | Simon Boch           | Deutschland            | 28:39      | Miriam Dattke                | Deutschland | 31:43      |
| 31. Juli 2021 | Philipp Pflieger -4- | Deutschland            | 28:50      | Rabea Schöneborn             | Deutschland | 33:15      |
| 3. Aug. 2019  | Valentin Pfeil       | Österreich             | 29:15      | Martina Strähl               | Schweiz     | 33:41      |
| 28. Juli 2018 | ---                  | ---                    | ---        | ---                          | ---         | ---        |
| 29. Juli 2017 | Philipp Pflieger -3- | Deutschland            | 29:36      | Eva Vrabcová-Nyvltová -2-    | Tschechien  | 33:24      |
| 30. Juli 2016 | Philipp Pflieger -2- | Deutschland            | 29:48      | Katharina Heinig             | Deutschland | 33:42      |
| 25. Juli 2015 | Philipp Pflieger     | Deutschland            | 29:39      | Eva Vrabcová-Nývltová        | Tschechien  | 33:22      |
| 26. Juli 2014 | Manuel Stöckert      | Deutschland            | 30:22      | Anna Hahner                  | Deutschland | 33:52      |
| 27. Juli 2013 | ---                  | ---                    | ---        | ---                          | ---         | ---        |
| 4. Aug. 2012  | Musa Roba-Kinkal -3- | Deutschland            | 30:05      | Fate Tola                    | Äthiopien   | 32:21      |
| 30. Juli 2011 | Musa Roba-Kinkal -2- | Deutschland            | 29:44      | Irina Mikitenko -3-          | Deutschland | 33:16      |
| 31. Juli 2010 | Musa Roba-Kinkal     | Deutschland            | 29:11      | Irina Mikitenko -2-          | Deutschland | 33:00      |
| 1. Aug. 2009  | Martin Lauret -2-    | Niederlande            | 29:40      | Sabrina Mockenhaupt          | Deutschland | 31:49      |
| 2. Aug. 2008  | Martin Lauret        | Niederlande            | 29:07      | Susanne Hahn                 | Deutschland | 33:11      |
| 4. Aug. 2007  | Embaye Hedrit -2-    | Deutschland            | 29:40      | Irina Mikitenko              | Deutschland | 32:11      |
| 5. Aug. 2006  | Mario Kröckert       | Deutschland            | 29:30      | Claudia Dreher -4-           | Deutschland | 33:52      |
| 6. Aug. 2005  | Embaye Hedrit        | Deutschland            | 29:33      | Claudia Dreher -3-           | Deutschland | 33:16      |
| 31. Juli 2004 | Paul Kiptum Kigen    | Kenia                  | 30:04      | Monika Drybulska             | Polen       | 33:23      |
| 9. Aug. 2003  | Carsten Eich -4-     | Deutschland            | 29:20      | Kathrin Weßel -2-            | Deutschland | 34:43      |
| 3. Aug. 2002  | Carsten Eich -3-     | Deutschland            | 30:15      | Iris Biba                    | Deutschland | 33:17      |
| 4. Aug. 2001  | Dan Robinson         | Vereinigtes Königreich | 29:58      | Kathrin Weßel                | Deutschland | 32:43      |
| 5. Aug. 2000  | Carsten Eich -2-     | Deutschland            | 29:10      | Claudia Dreher -2-           | Deutschland | 32:39      |
| 7. Aug. 1999  | Carsten Eich         | Deutschland            | 28:38      | Claudia Dreher               | Deutschland | 33:04      |
| 3. Juli 1998  | Lutz Sepke           | Deutschland            | 29:32      | Anja Carlsohn                | Deutschland | 33:29      |
| Juli 1997     | Rainer Wachenbrunner | Deutschland            | 30:15      | Sylvia Renz                  | Deutschland | 34:46      |
| Juli 1996     | Uwe König -2-        | Deutschland            | 30:40      | Kerstin Löffke               | Deutschland | 37:07      |
| Juli 1995     | Uwe König            | Deutschland            | 30:57      | Olena Schupijewa-Wjasowa -2- | Ukraine     | 33:57      |
| Juli 1994     | Jens Karraß          | Deutschland            | 28:58      | Olena Schupijewa-Wjasowa     | Ukraine     | 32:48      |
| Juli 1993     | Michal Kučera        | Tschechien             | 29:54      | Ljudmila Matwejewa           | Russland    | 33:57      |
| 15. Aug. 1992 | Peter Könnicke       | Deutschland            | 29:27      | Grażyna Kowina               | Polen       | 33:57      |

### Teilnehmerzahlen
Quelle: Website des Veranstalters,
| Veranstaltungsjahr | Anzahl Läufer | Anzahl Skater |
| ------------------ | ------------- | ------------- |
| 2024               | 11300         | 450           |
| 2023               |               |               |
| 2022               |               |               |
| 2021               |               |               |
| 2020               |               |               |
| 2019               | 10.219        | 822           |
| 2018               |               |               |
| 2017               | 7.220         | 851           |
| 2016               | 6.790         | 798           |
| 2015               | 6.790         | 798           |
| 2014               | 9.674         | 801           |
| 2013               |               |               |
| 2012               | 9.172         | 700           |
| 2011               | 9.472         | 800           |
| 2010               | 8.593         | 771           |
| 2009               | 9.158         | 912           |
| 2008               | 9.200         | 800           |
| 2007               | 8.328         | 806           |
| 2006               | 8.115         | 758           |
| 2005               | 8.937         |               |
| 2004               | 7.147         | 771           |
| 2003               | 6.361         | 733           |
| 2002               | 6.512         | 938           |
| 2001               | 6.207         |               |
| 2000               | 5.122         |               |
| 1999               | 3.881         |               |
| 1998               | 2.451         |               |
| 1997               | 2.656         |               |
| 1996               | 2.422         |               |
| 1995               | 2.280         |               |
| 1994               | 1.673         |               |
| 1993               | 1.674         |               |
| 1992               | 645           |               |

## Sonstiges
Im Jahr 2009 spendete der Veranstalter SCC von den Beiträgen der 9.158 Teilnehmer je einen Euro für die Sanierung der Kaiser-Wilhelm-Gedächtniskirche. Der Titelsponsor Vattenfall verdoppelte diesen Betrag und rundete die Summe auf. Es wurden so 20.000 Euro für die Sanierung der Turmuhr bereitgestellt.